# Јевгениј Ковиршин
Јевгенији Сергејевич Ковиршин (рус. Евгений Сергеевич Ковыршин — Електростаљ, 25. јануар 1986) професионални је белоруски хокејаш на леду који игра као нападач на позицијама центра.
Члан је сениорске репрезентације Белорусије за коју је на међународној сцени дебитовао на светском првенству 2009. године.
Као играч Керамина освојио је титулу првака Белорусије у сезони 2007/08.